# Oreopanax gargantae
Oreopanax gargantae là một loài thực vật có hoa trong Họ Cuồng cuồng. Loài này được Cuatrec. mô tả khoa học đầu tiên năm 1946.